# Ayoub Boucheta
Ayoub Boucheta (arab. أيوب بوشتة, ur. 3 grudnia 1993 w Casablance) – marokański piłkarz, grający jako lewy obrońca w Wydadzie Casablanca.

## Kariera klubowa

### Raja Casablanca
Zaczynał karierę w Raja Casablanca. Grał tam jako junior i senior. W sezonie 2011/2012 zagrał jedno spotkanie.

### 2016–2020
1 stycznia 2016 roku przeniósł się do JS de Kasba Tadla. 1 sierpnia 2016 roku został zawodnikiem AS Salé. 1 lipca 2017 roku podpisał kontrakt z Youssoufią Berrechid. 1 września 2019 roku został graczem TAS Casablanca. Zdobył z tym klubem puchar Maroka. Grał w meczu finałowym.

### Chabab Mohammédia
31 października 2020 roku został zawodnikiem Chababu Mohammédia. Zadebiutował tam 4 grudnia 2020 roku w meczu przeciwko Moghrebowi Tétouan (wygrana 2:0). W debiucie asystował przy bramce Salaheddine Icharane  w 81. minucie. Pierwszą bramkę strzelił 20 czerwca 2023 roku w meczu przeciwko Ittihadowi Tanger (porażka 1:2). Do siatki trafił z rzutu karnego. W sumie zagrał 88 meczów ligowych, w których strzelił 3 bramki i miał 13 asyst.

### Wydad Casablanca
22 stycznia 2024 roku został kupiony przez Wydad Casablanca za 93 tysiące euro. W tym klubie zadebiutował 7 lutego 2024 roku w spotkaniu przeciwko FUS Rabat (porażka 1:2). Na boisku pojawił się w 48. minucie, zastępując Amine Farhane. Pierwszą asystę zaliczył 29 listopada 2024 roku w meczu przeciwko Olympic Safi (1:0). Asystował przy bramce Oussamy Zemraouiego w 4. minucie. Łącznie (stan na 24 grudnia 2024 roku) zagrał 16 meczów i miał jedną asystę.